# 葱皮忍冬
葱皮忍冬（学名：Lonicera ferdinandii）为忍冬科忍冬属的植物。分布于朝鲜以及中国大陆的山西、河北、河南、甘肃、辽宁、青海、宁夏、四川、陕西等地，生长于海拔1,000米至2,000米的地区，见于向阳山坡林中和林缘灌丛中，目前尚未由人工引种栽培。

## 别名
波叶忍冬（东北木本植物图志） 秦岭忍冬（中国木本植物图志） 秦岭金银花（中国树木分类学） 千层皮（青海） 大葱皮木（河北内丘）

## 异名
- Lonicera vesicaria Kom.